# بوژک دوچکال
بوژک دوچکال (چکی: Bořek Dočkal؛ زادهٔ ۳۰ سپتامبر ۱۹۸۸) بازیکن فوتبال اهل جمهوری چک است.
از باشگاه‌هایی که در آن بازی کرده‌است می‌توان به باشگاه فوتبال روزنبورگ، باشگاه فوتبال اسلاویا پراگ، باشگاه فوتبال قونیه‌اسپور، باشگاه فوتبال اسپارتا پراگ، باشگاه فوتبال لویانگ لونگمن، فیلادلفیا یونیون، و باشگاه فوتبال اسلوان لیبرتس اشاره کرد.
وی همچنین در تیم‌های ملی فوتبال زیر ۲۱ سال جمهوری چک و جمهوری چک بازی کرده‌است.